# Shari Steele
Pour les articles homonymes, voir Steele.
Shari Steele est une hackeuse et militante des libertés numériques. À partir de 1992 elle travaille pour l'Electronic Frontier Foundation, d'abord en tant que juriste, puis à partir de 2000 en tant que directrice exécutive, avant de prendre la tête du projet TOR en 2015. Elle est mariée à William John Vass, vice-président de l'ingénierie chez Amazon Web Services.